# Merkur Spiel-Arena
Die Merkur Spiel-Arena (Eigenschreibweise MERKUR SPIEL-ARENA) ist ein Fußballstadion mit schließbarem Dach im Stadtteil Stockum der nordrhein-westfälischen Landeshauptstadt Düsseldorf. Der Fußballverein Fortuna Düsseldorf empfängt hier seine Gegner zu Heimspielen. Mit über 54.600 Zuschauerplätzen bei nationalen Fußballspielen ist die Merkur Spiel-Arena das drittgrößte Fußballstadion des Bundeslands und das neuntgrößte Deutschlands. Bei Ligaspielen von Fortuna Düsseldorf fasst das Stadion jedoch nur ca. 52.000 Menschen wegen der Sicherheitsvorkehrungen rund um den Auswärtsblock im Stadioninnenbereich.
Im Stadion finden außerdem Konzerte, Shows und andere Sportveranstaltungen statt. Dabei variiert die Besucherkapazität je nach Veranstaltungsart und Bühnenaufbau und kann bei Konzerten auf bis zu 66.500 Zuschauer erweitert werden. 2024 stellte das Eröffnungsspiel der Handball-Europameisterschaft der Männer mit 53.586 Besuchern einen Zuschauer-Weltrekord im Handball auf.

## Name

Ehemaliges Logo der Esprit Arena

Das Projekt trug in der Planungsphase die Bezeichnung Multifunktionsarena Düsseldorf. Von der Eröffnung bis zum Juni 2009 war die Fluggesellschaft LTU Namenssponsor des Stadions und es trug den Namen LTU Arena. Im Juli 2009 wurde der Modekonzern Esprit Namensgeber der Heimat der Fortuna und fortan spielte die Mannschaft in der Esprit Arena. Im Juli 2018 einigten sich die Düsseldorf Congress Sport & Event GmbH und die Gauselmann-Gruppe aus dem Bereich Spielhallen, Sportwetten, Spielautomaten und Spielbanken auf einen neuen Sponsoringvertrag. Seit dem 3. August 2018 ist der Vertrag wirksam und das Stadion heißt Merkur Spiel-Arena. Die Gauselmann-Gruppe zahlt in der Bundesliga jährlich 3,5 Millionen Euro. Im Falle des Abstiegs von Fortuna Düsseldorf in die 2. Bundesliga wären es noch 2,75 Millionen Euro. Der Vertrag ist auf maximal zehn Jahre angelegt. Die Umgestaltung der Arena wurde bis zum Ligastart am 25. August 2018 gegen den FC Augsburg vollzogen.

## Geschichte
Das Bauwerk entstand zwischen 2002 und 2004 anstelle des bis dahin bestehenden Rheinstadions, wurde allerdings leicht nach Norden versetzt. Das Stadion mit verschließbarem Dach verfügt über 54.600 Plätze. Bei Konzerten, in denen der Innenraum mitbenutzt werden kann, beträgt die Kapazität je nach Anordnung der Bühne bis zu 66.000 Zuschauer. Eine Besonderheit ist die Stadionheizung. Mit einer Luftheizung, Gasstrahlern und einer Fußbodenheizung wird der Innenraum im Winter auf mindestens 15 °C erwärmt.
Der Namensgeber und Sponsor der Arena war bis zum 30. Juni 2009 die seit 1961 am Düsseldorfer Flughafen beheimatete und danach in Air Berlin aufgegangene Charter-Fluggesellschaft LTU. Der Vertrag zwischen den Arena-Betreibern und der Ferienfluggesellschaft wurde am 22. September 2004 unterzeichnet. Da die Marke LTU zugunsten eines einheitlichen Marktauftrittes des Luftfahrtkonzerns Air Berlin aufgegeben wurde, wurde die Vertragslaufzeit einvernehmlich verkürzt.
Vom 1. Juli 2009 bis zum 2. August 2018 hieß das Stadion Esprit Arena. Der Namensgeber und Sponsor der Arena – die Esprit-Gruppe – hat ihre Europazentrale im benachbarten Ratingen. Im Jahre 2013 wollte Esprit frühzeitig aus dem laufenden Vertrag aussteigen. Das Landgericht Düsseldorf entschied jedoch am 7. März 2014, dass die Kündigung unwirksam sei und Esprit bis zum Ende der Vertragslaufzeit 2019 Namenssponsor bleiben müsse, sollte kein neuer Sponsor gefunden werden.

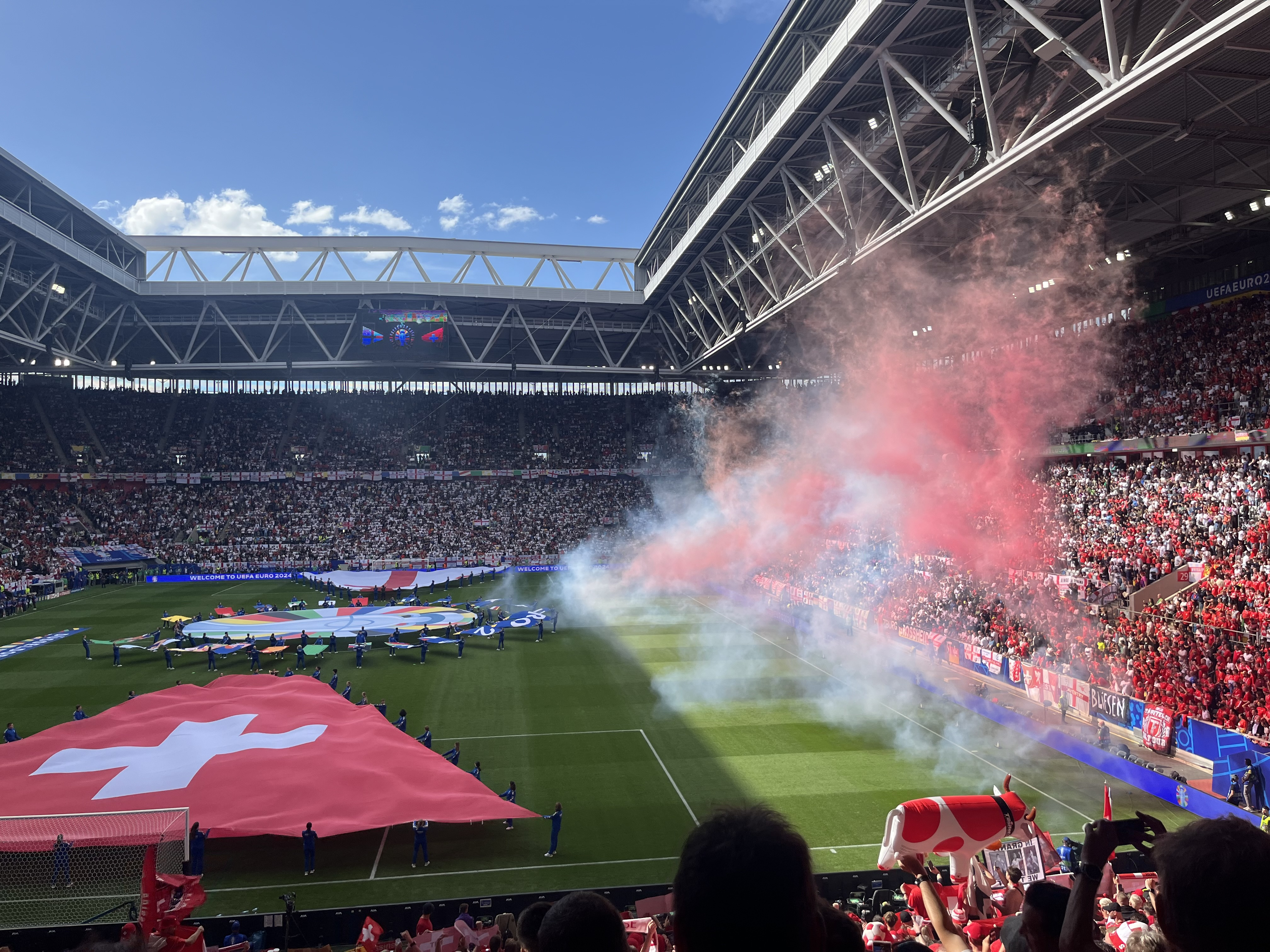
Die Düsseldorfer Arena während des Viertelfinales der Fußball-Europameisterschaft 2024 zwischen England und der Schweiz

Die Heimmannschaft ist der Fußballverein Fortuna Düsseldorf. Bis 2007 hatte auch der American Football Club Rhein Fire diese Funktion inne. In der Rückrunde der Fußball-Bundesliga Saison 2008/09 trug zudem Bayer 04 Leverkusen seine Heimspiele in der Multifunktionsarena aus, da das eigene Stadion – die BayArena – in dieser Zeit umgebaut wurde.
Neben der Nutzung als Veranstaltungsstätte sind in dem Komplex das Sportamt und der Stadtsportbund der Stadt Düsseldorf beheimatet. Daneben gibt es weitere Büroräume und ein 3-Sterne-Hotel der Marke Tulip Inn, welches im Januar 2007 eröffnet wurde.

## Lage und Umgebung

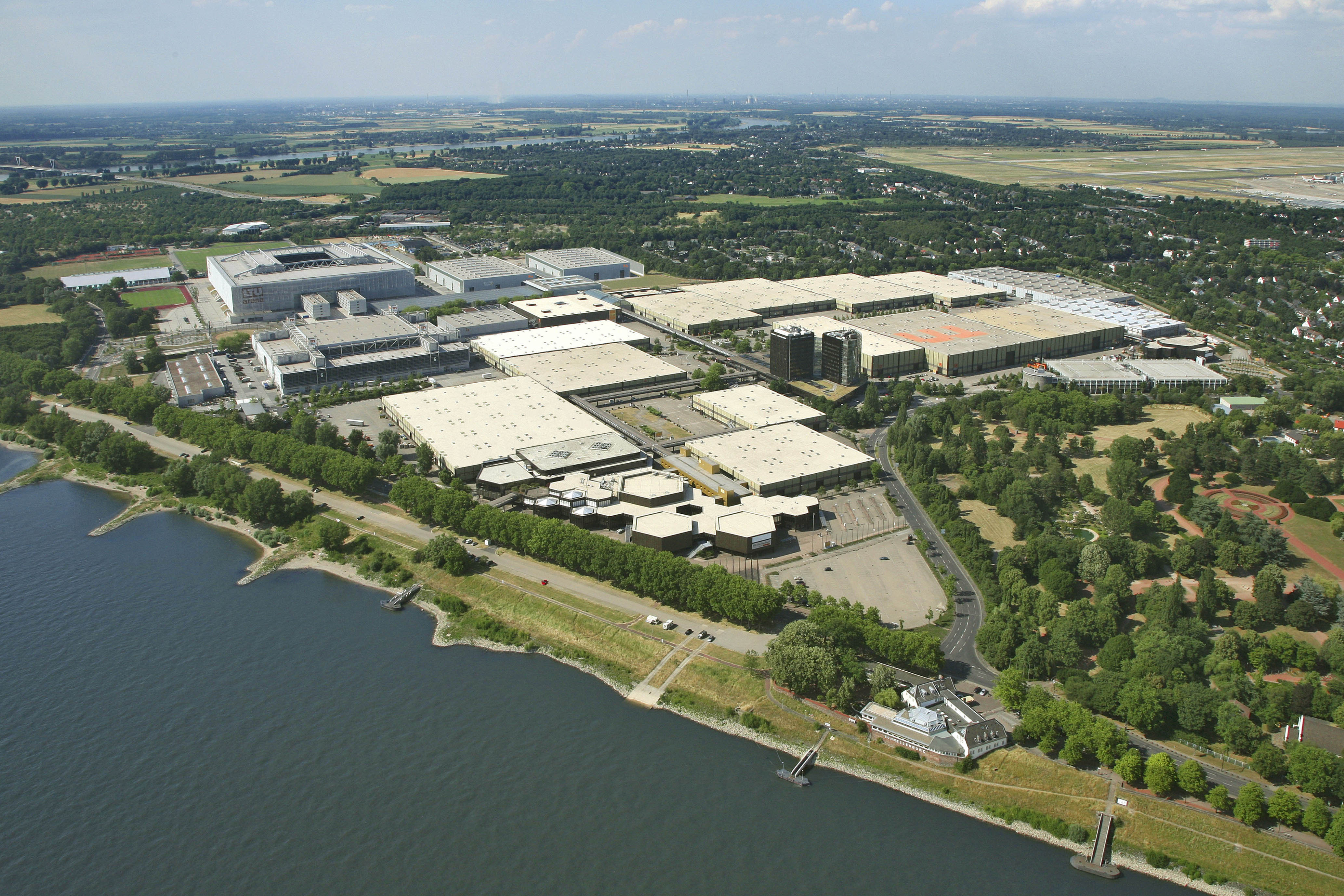
Merkur Spiel-Arena (große Halle am oberen Rand links, damals noch unter der Bezeichnung LTU arena) im städtebaulichen Zusammenhang der Messe Düsseldorf am Rhein

Die Arena befindet sich im Stadtteil Stockum, im nördlichen Teil des Düsseldorfer Stadtgebietes. Südlich und östlich schließt sich das Gelände der Düsseldorfer Messe an. Auf der westlichen Seite befindet sich der Rhein. Westlich und nördlich liegen Sporteinrichtungen des Sportparks Nord, dessen Bestandteil die Multifunktionsarena ist. In der Nähe befindet sich auch der internationale Flughafen (DUS) der Landeshauptstadt von Nordrhein-Westfalen.

## Planung und Bau
Der Bau wurde auf Betreiben der Düsseldorfer CDU unter Führung des Oberbürgermeisters Joachim Erwin Ende 2001 vom Düsseldorfer Stadtrat beschlossen. Die Multifunktionsarena war ursprünglich auch zur Austragung von WM-Spielen der Fußball-Weltmeisterschaft 2006 gedacht und für die Olympischen Spiele 2012 vorgesehen. Bei der Vergabe der WM-Spielorte wurde Düsseldorf jedoch nicht berücksichtigt, auch die Bewerbung um die Olympischen Spiele scheiterte schon in der deutschen Vorauswahl.
Der Beschluss, ein neues Stadion zu bauen, führte zu Kritik. Bemängelt wurde, dass keine wirtschaftliche Nutzung abzusehen sei, da Fortuna Düsseldorf als bestplatzierte Fußballmannschaft der Stadt zum Zeitpunkt des Baus nur viertklassig (Oberliga) spielte und die Arena daher zunächst nicht als Fußball-Spielstätte in Frage käme. Zudem wurden beim Bau geeignete Stellplätze für Fernsehkameras bei Fernsehübertragungen vergessen. Auf Stehplätze wurde beim Bau verzichtet. Diese wurden jedoch später auf Initiative der Fans von Fortuna Düsseldorf eingerichtet und lassen sich bei Bedarf in Sitzplätze umwandeln. Die Football-Mannschaft Rhein Fire war somit die einzige Profi-Sportmannschaft, die ihre fünf Heimspiele pro Saison in der Arena austragen sollte. Aufgrund der hohen Anzahl ähnlicher Arenen in der Region Rhein-Ruhr wurde zudem bezweifelt, dass es möglich wäre, eine größere Anzahl an stadionfüllenden Konzerten nach Düsseldorf zu bekommen. Auch für die theoretisch mögliche Nutzung als Ausstellungsfläche für Messeveranstaltungen gab es zunächst keine praktischen Anwendungsmöglichkeiten.
Auch die hohen Kosten für den Bau und Betrieb wurden kritisiert. Von den 218 Millionen Euro Baukosten wurden rund 80 Millionen aus öffentlichen Mitteln bereitgestellt. Es wurde eine Besitzgesellschaft und eine Betreibergesellschaft gegründet. Die Besitzgesellschaft verpachtete die Arena an die Betreibergesellschaft, die für den Betrieb und die Veranstaltungen zuständig ist.
Die Bauausführung wurde von der Augsburger Walter Bau AG übernommen. Auch die Betreibergesellschaft wurde von dem Unternehmen geführt. Beteiligt sind zudem ABB und die Stadt Düsseldorf. Die Walter Bau AG geriet jedoch im Februar 2005 in die Insolvenz. Mehrheitseigentümer der Betreibergesellschaft wurde der Krefelder Unternehmer Gerald Wagener. Die CDU-Fraktion im Stadtrat beschloss Mitte 2005 gegen den Koalitionspartner FDP eine Erhöhung der Anteile der Stadt an der Besitzgesellschaft von 60 % auf 100 %. Dies führte zunächst zu einem Bruch der Koalition. Als Alleingesellschafter kündigte die Stadt daraufhin den Pachtvertrag mit der Betreibergesellschaft, an der sie selbst Minderheitsanteile hält. Die Betreibergesellschaft hatte zuvor eine Wirtschaftsprüfung beauftragt, bei der Unregelmäßigkeiten in der Buchhaltung festgestellt wurden. Seit September 2005 wird das Stadion von der Düsseldorf Congress Sport & Event GmbH betrieben.

## Veranstaltungen

### Fußball

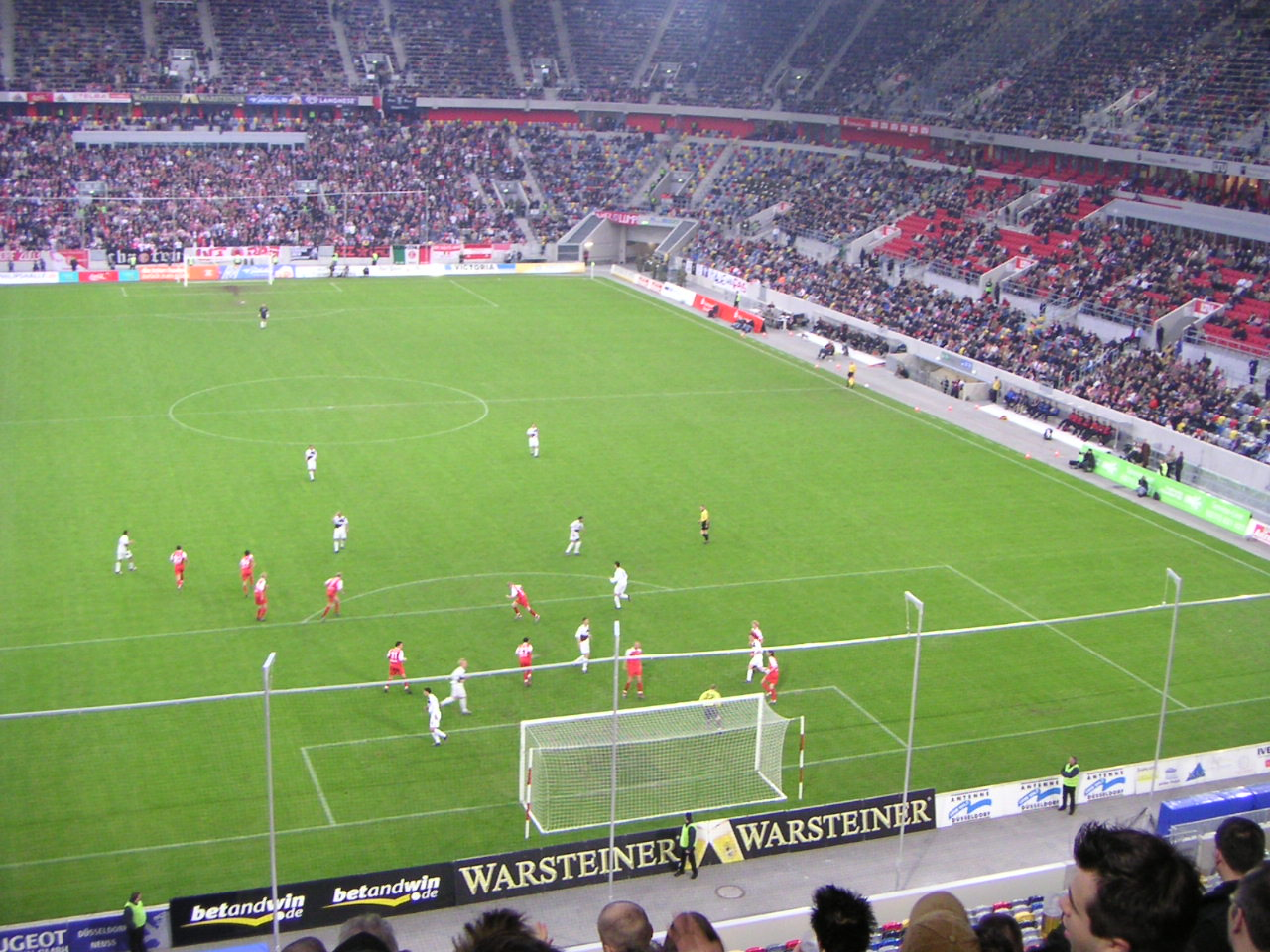
Spiel von Fortuna Düsseldorf, 2005

In der Saison 2004/05 bestritt Regionalligist Fortuna Düsseldorf insgesamt vier Spiele in der Arena. Als „Voreröffnung“ fand am 10. September 2004 das erste Fußballspiel in der zu diesem Zeitpunkt noch als Multifunktionsarena Düsseldorf bezeichneten Spielstätte statt. Vor den für die Regionalliga Nord bis dahin meisten Zuschauern (38.123) besiegte Fortuna Düsseldorf den 1. FC Union Berlin mit 2:0. Zu diesem Zeitpunkt war die Arena noch eine Baustelle und die jetzige Heimkurve war noch nicht fertiggestellt. Ebenso fehlte im Oberrang noch in diversen Blöcken die Bestuhlung. Somit war das Stadion ausverkauft. Die offizielle Einweihung als Sportstätte fand am 18. Januar 2005 statt, mit einem Spiel vor 44.583 Zuschauern, das Fortuna Düsseldorf gegen den FC Bayern München mit 1:5 verlor.
Am 9. Februar 2005 war die Multifunktionsarena Austragungsort für das Fußball-Länderspiel Deutschland gegen Argentinien (2:2) vor ausverkauften Zuschauerrängen.
In den weiteren Regionalliga-Spielen der Fortuna gegen den Wuppertaler SV Borussia und VfL Osnabrück betrugen die Zuschauerzahlen ca. 15.000 bzw. 10.000. Beim 3:0-Sieg gegen den FC St. Pauli waren 20.865 Zuschauer in der Arena. In der neuen 3. Liga (Saison 2008/09) waren es sogar 27.375 Zuschauer bei der 0:1-Heimniederlage gegen den 1. FC Union Berlin. Seit der Saison 2005/06 bestreitet Fortuna Düsseldorf den Großteil seiner Heimspiele in der Arena. Am letzten Spieltag der Saison 2008/09 war sie mit 50.095 Zuschauern erstmals bei voller Kapazität ausverkauft, zugleich ist dies die bisher höchste Zuschauerzahl der 3. Liga. Durch einen Sieg gegen Werder Bremen II gelang Fortuna Düsseldorf der Aufstieg in die 2. Fußball-Bundesliga.
Der deutsche Bundesligist Bayer 04 Leverkusen trug in der kompletten Rückrunde der Saison 2008/09, aufgrund des Ausbaus der BayArena, seine Heimspiele hier aus. Terminkollisionen mit dem eigentlichen Hauptnutzer Fortuna Düsseldorf konnten vermieden werden. Im Fanbereich der Fortuna-Anhänger und im Fanbereich der Gästefans wurden während der Sommerpause 2010 insgesamt 10.000 Stehplätze eingerichtet. Damit wurde einer langjährigen Forderung vieler Fußballfans entsprochen.
Der KFC Uerdingen 05 trug seine Heimspiele seit der Saison 2019/20 in der Düsseldorfer Arena aus, da das Grotenburg-Stadion renoviert wird. Es sollte im Sommer 2020 wieder zur Verfügung stehen. Nach Verzögerungen bei der Sanierung der Grotenburg startete der KFC auch in der Saison 2020/21 in der Düsseldorfer Arena. Da der Verein die Miete zum wiederholten Male nicht bezahlt hatte, untersagte DLive im Januar 2021 die Austragung weiterer Heimspiele. Der KFC Uerdingen mietete sich fortan im Stadion am Lotter Kreuz in Lotte ein.
Das Düsseldorfer Stadion war im August 2020 einer von vier Austragungsorten des Finalturniers der UEFA Europa League 2019/20, hier wurden das Viertelfinalspiel zwischen Inter Mailand und Bayer 04 Leverkusen (2:1) sowie das Halbfinalspiel zwischen Inter Mailand und Schachtar Donezk (5:0) ausgetragen.

#### Spiele der deutschen Fußballnationalmannschaft
Die deutsche Fußballnationalmannschaft trat seit der Eröffnung 2005 bisher zu folgenden Begegnungen im Stadion an:
|                                       |   |             |     |
| 9. Februar 2005, Freundschaftsspiel   |   |             |     |
| Deutschland                           | – | Argentinien | 2:2 |
| 7. Februar 2007, Freundschaftsspiel   |   |             |     |
| Deutschland                           | – | Schweiz     | 3:1 |
| 11. Februar 2009, Freundschaftsspiel  |   |             |     |
| Deutschland                           | – | Norwegen    | 0:1 |
| 11. Oktober 2011, EM-Qualifikation    |   |             |     |
| Deutschland                           | – | Belgien     | 3:1 |
| 3. September 2014, Freundschaftsspiel |   |             |     |
| Deutschland                           | – | Argentinien | 2:4 |
| 23. März 2018, Freundschaftsspiel     |   |             |     |
| Deutschland                           | – | Spanien     | 1:1 |
| 7. Juni 2021, Freundschaftsspiel      |   |             |     |
| Deutschland                           | – | Lettland    | 7:1 |
| 7. September 2024, Nations League     |   |             |     |
| Deutschland                           | – | Ungarn      | 5:0 |

### American Football
Zwischen 1995 und 2007 existierte in Düsseldorf die American-Football-Mannschaft Rhein Fire. Bis zu dessen Abriss 2002 trug diese ihre Heimspiele der NFL Europe im Rheinstadion aus. In der Zeit der Bauarbeiten für die neue Multifunktionsarena zog das Team in die Gelsenkirchener Arena AufSchalke um. Nach Fertigstellung, Ende 2004, war die Arena in den Spielzeiten 2005, 2006 und 2007 wieder Heimstadion von Rhein Fire. Mit dem Liga-Endspiel World Bowl fanden am 11. Juni 2005 sowie am 27. Mai 2006 auch zwei Höhepunkte dieser Sportart auf europäischer Ebene in Düsseldorf statt.
Mit der Aufkündigung der finanziellen Unterstützung der zwischenzeitlich in NFL Europa umbenannten Liga durch die Vereine der amerikanischen NFL wurde der Ligabetrieb 2007 eingestellt. Infolgedessen wurde auch das Düsseldorfer Team, welches zuletzt auch seine Büros in der Arena hatte, aufgelöst.
Erst im April 2010 wurde wieder ein Footballspiel in der Esprit Arena ausgetragen. Zu diesem trat die deutsche Nationalmannschaft im Rahmen des German Japan Bowl I gegen die japanische Mannschaft an.
Am 26. September 2021 war die Arena Schauplatz des ELF Bowl der neuen European League of Football.

### Weitere Veranstaltungen

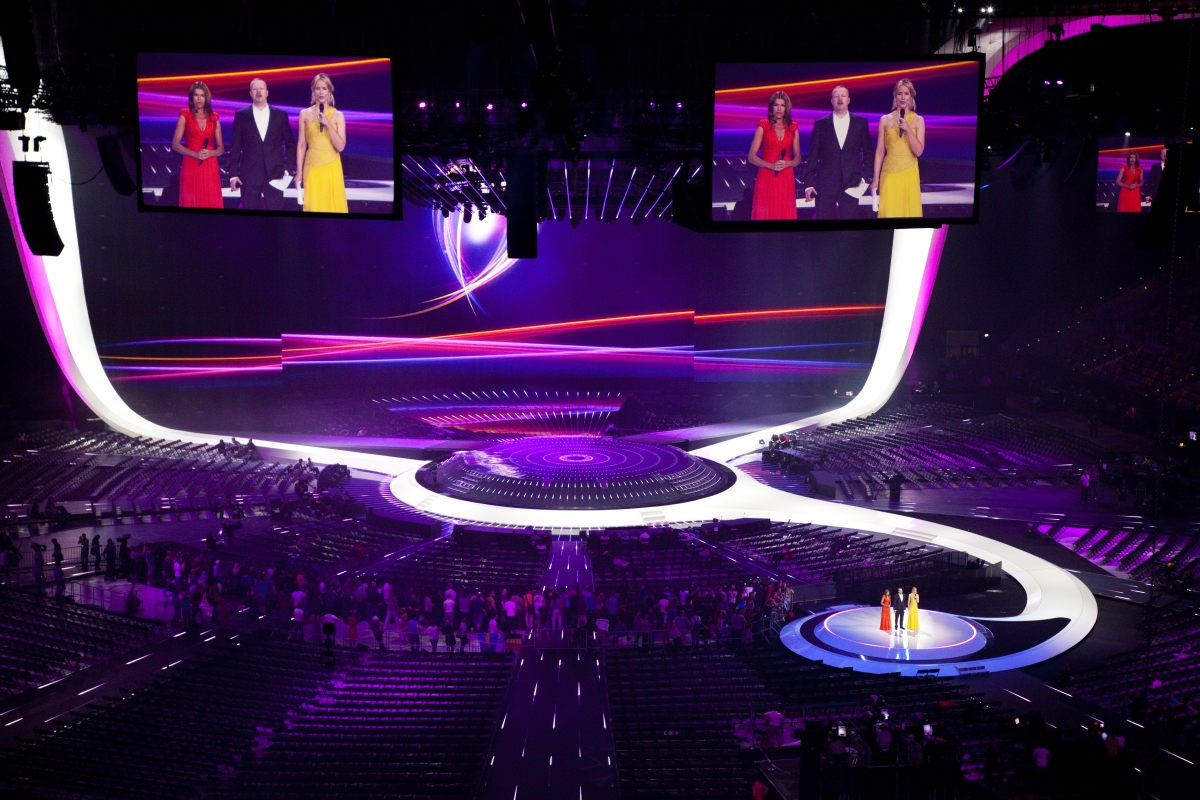
Der Eurovision Song Contest 2011 fand in der zu Düsseldorf Arena umbenannten Halle statt.

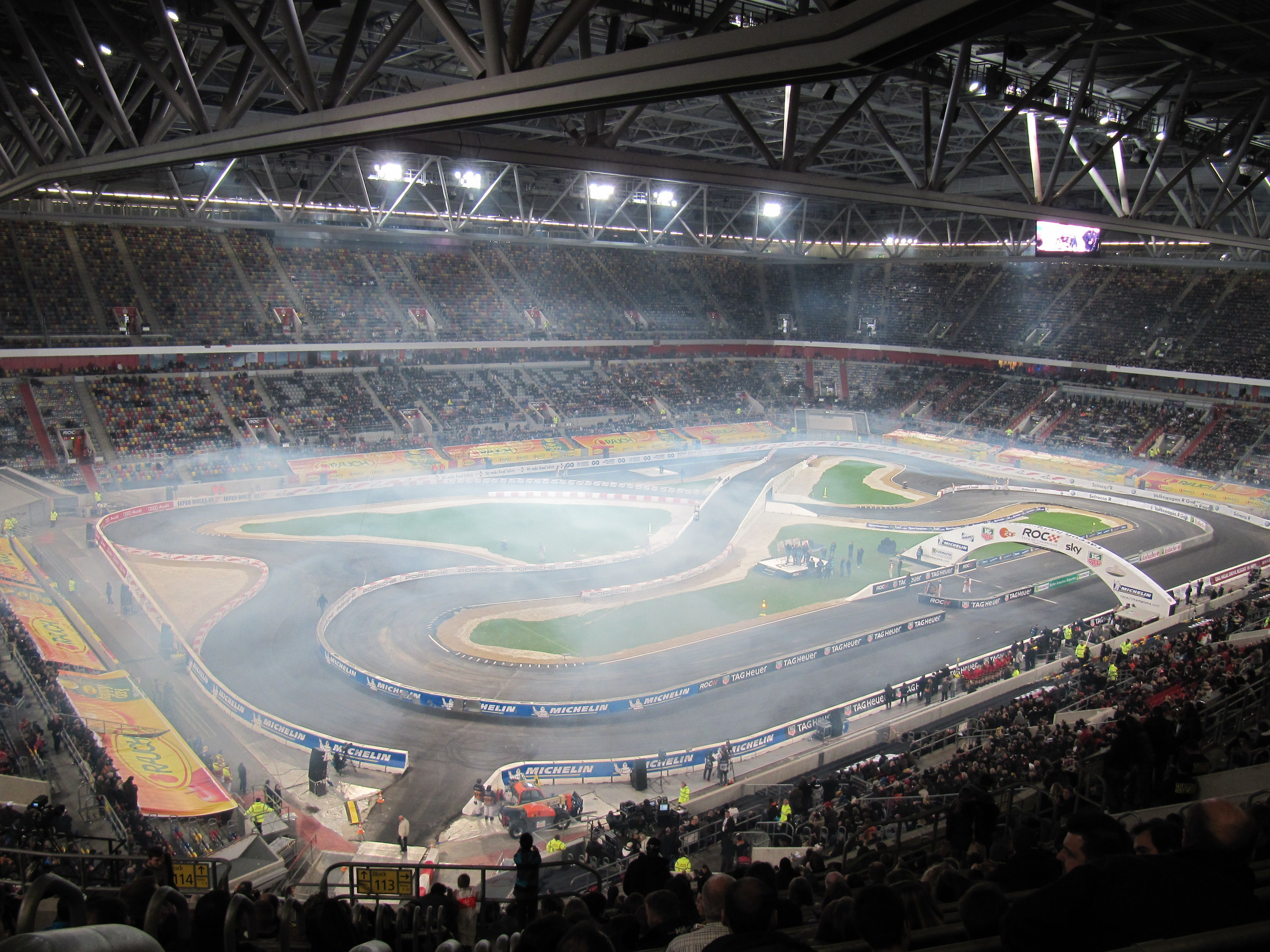
Race of Champions, 2010

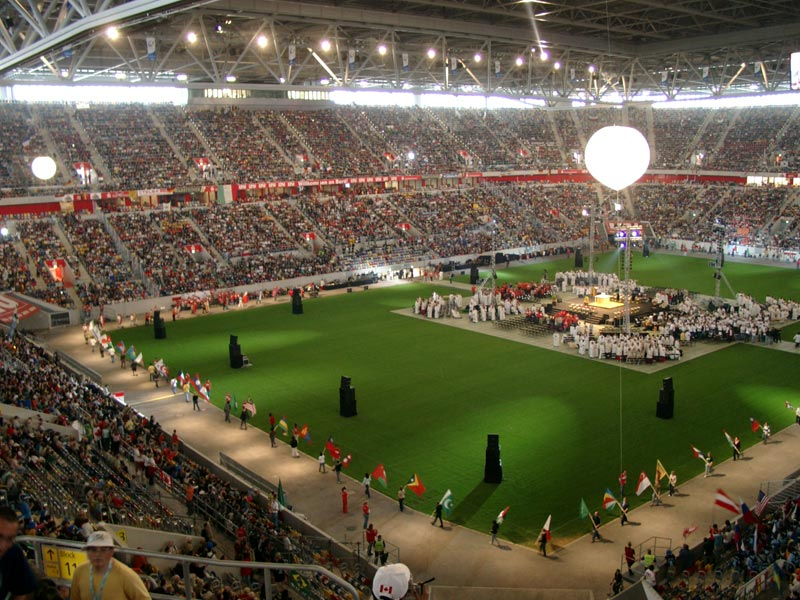
Eröffnungsgottesdienst des Weltjugendtages, 2005

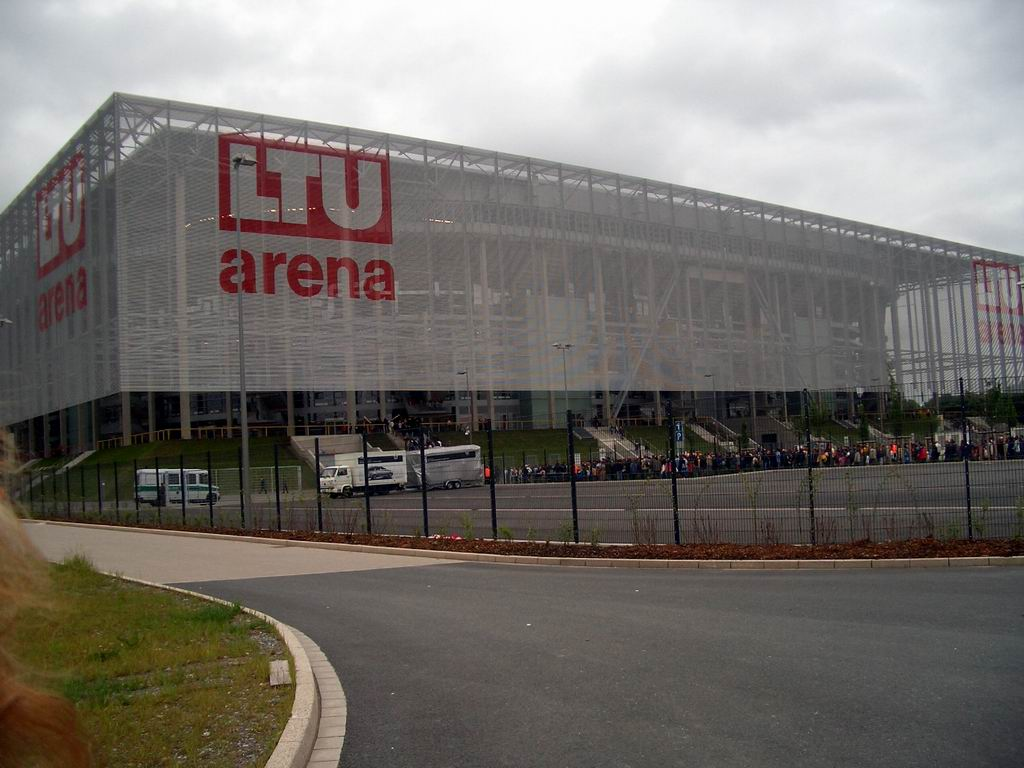
Früherer Name LTU arena bis 2009

- Bei der Planung wurde vor allem auf Multifunktionalität Wert gelegt. So besitzt die Arena ein schließbares Dach und eine Heizanlage, die auch bei Außentemperaturen von bis zu −5 °C eine Innentemperatur von mindestens 15 °C ermöglicht. Ein direkter Anschluss an die RheinHalle (Messehalle 6) ermöglicht die Nutzung des Innenraums als zusätzliche Ausstellungsfläche für Messen. Die Fassade aus Aluminiumrohren ermöglicht die Projektion von Videos auf die Außenhülle. Direkt in das Bauwerk integriert sind eine Tiefgarage mit 1150 Stellplätzen sowie 7000 m² Bürofläche. Ein Hotel der Tulip-Kette mit 288 Zimmern und 2150 m² großem Fitnessbereich wurde im Januar 2007 eröffnet.
- Das Stadion wurde am 7. und 8. Januar 2005 durch zwei Konzerte von Herbert Grönemeyer als LTU arena eröffnet. Im Rahmen des Weltjugendtages 2005 fand am 16. August einer von drei Eröffnungsgottesdiensten vor 60.000 Pilgern mit Karl Kardinal Lehmann statt. Die Düsseldorfer Punkrock-Gruppe Die Toten Hosen spielte das Abschlusskonzert der Friss oder stirb Tour vor über 50.000 Besuchern. Es folgten Konzerte von Phil Collins und Marius Müller-Westernhagen. 2006 fanden Konzerte von Depeche Mode, Madonna und Bon Jovi statt; 2007 folgten zwei Konzerte von Genesis und den Rolling Stones. 2008 spielten Bruce Springsteen und Linkin Park und es fand die TV total Stock Car Crash Challenge statt. Die Neuapostolische Kirche feierte vom 22. bis zum 24. Mai 2009 mit 35.000 Besuchern ihren Europa-Jugendtag.
- Von 2007 bis 2010 fand in der Halle die Sensation statt.
- 2010 und 2011 wurde das Race of Champions in der Esprit Arena ausgetragen. Für diese Veranstaltungen wurde im Innenraum der Arena eine Rennstrecke angelegt.[21]
- Roger Waters war mit der Rock Show The Wall Live (2010–13) 2011 und 2013 vor je 35.000 Zuschauern zu Gast.
- Im Mai 2011 war die Esprit Arena unter dem Namen Düsseldorf Arena Austragungsort des Eurovision Song Contest.
- Im Januar 2015 fand das zweite DEL Winter Game statt. Aufgrund von heftigen Regenfällen und Sturmböen konnte die Begegnung nicht unter freiem Himmel ausgetragen werden und fand bei geschlossenem Dach vor 51.125 Zuschauern statt. Dies bedeutete einen neuen Besucherrekord für ein Eishockeyspiel auf Vereinsbasis in Europa.[22]
- Vom 30. Mai bis zum 2. Juni 2019 fand ein Internationaler Jugendtag der Neuapostolischen Kirche statt.[23][24]
- Für den 3. und 4. Januar 2020 war die Wintersportveranstaltung ARAG BIG AIR Freestyle Festival in der Arena geplant. Durch Terminüberschneidungen mit Spielen der Fortuna wurde der Termin für 2020 abgesagt.[25]
- Ende 2020 wurde im Zusammenhang mit der COVID-19-Pandemie ein später in Betrieb genommenes Impfzentrum vorbereitet.

Vorbereitetes COVID-19-Impfzentrum (Dezember 2020)
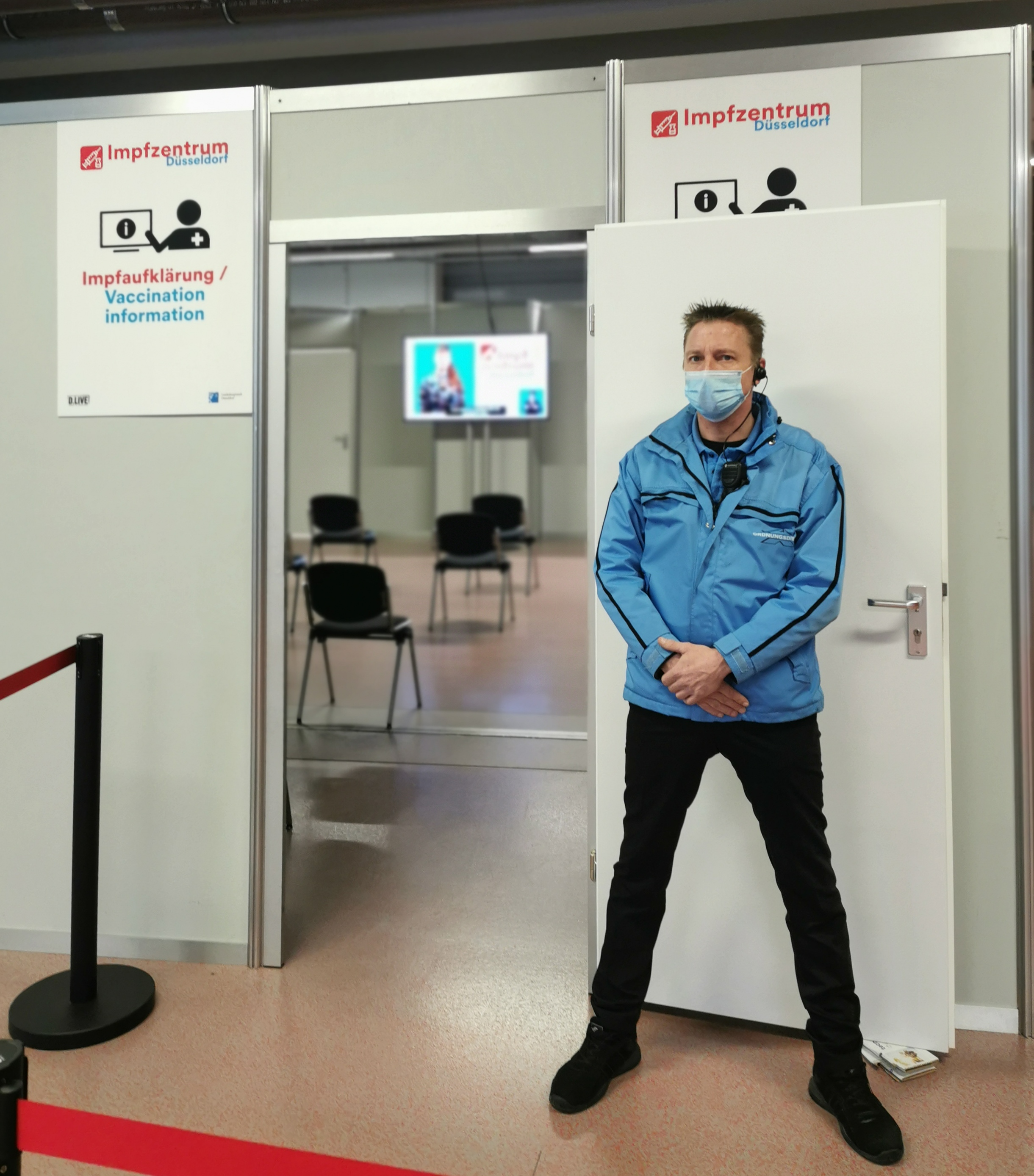
Zur Impfaufklärung
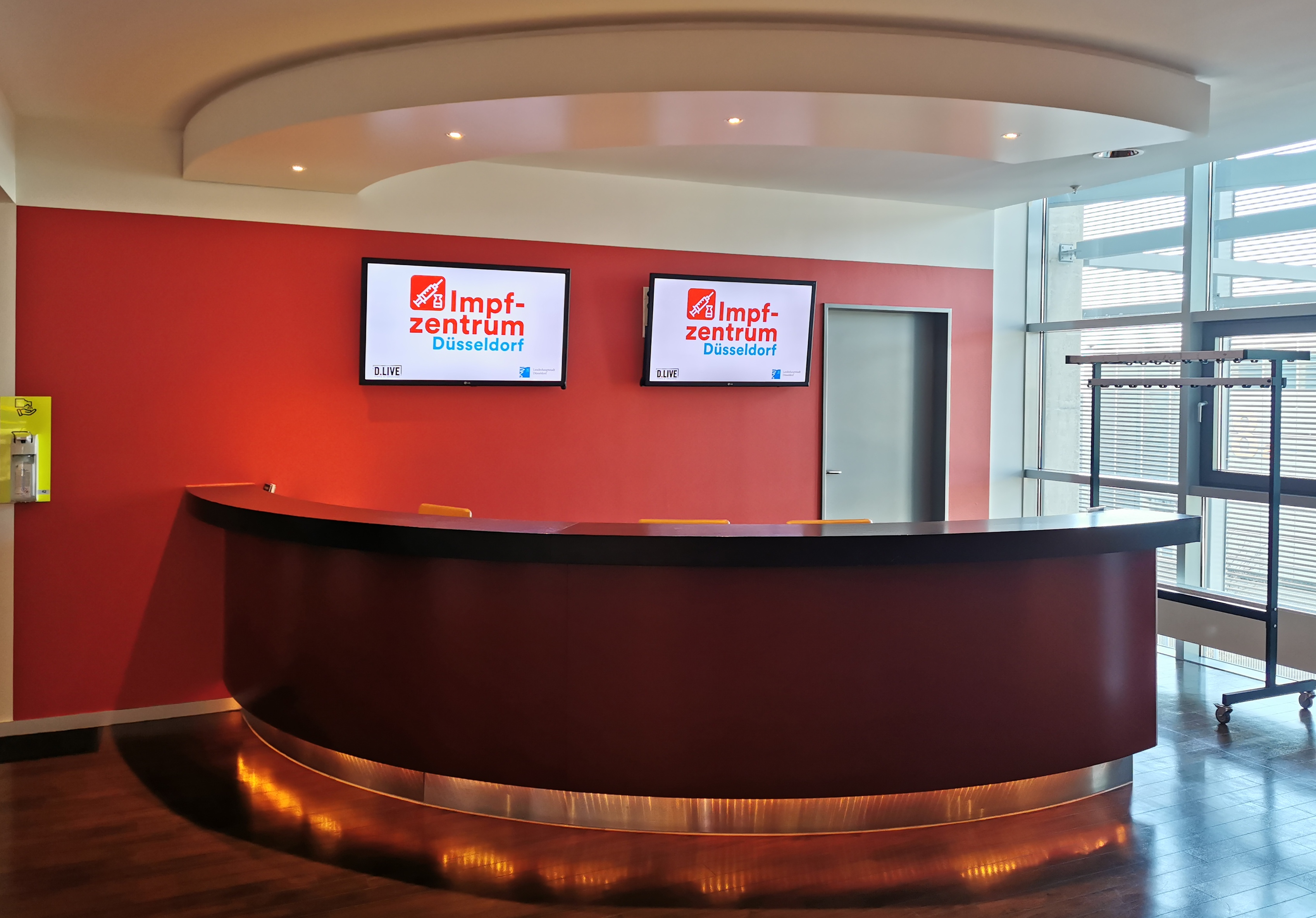
Eingangsbereich der Impfkabinenebene
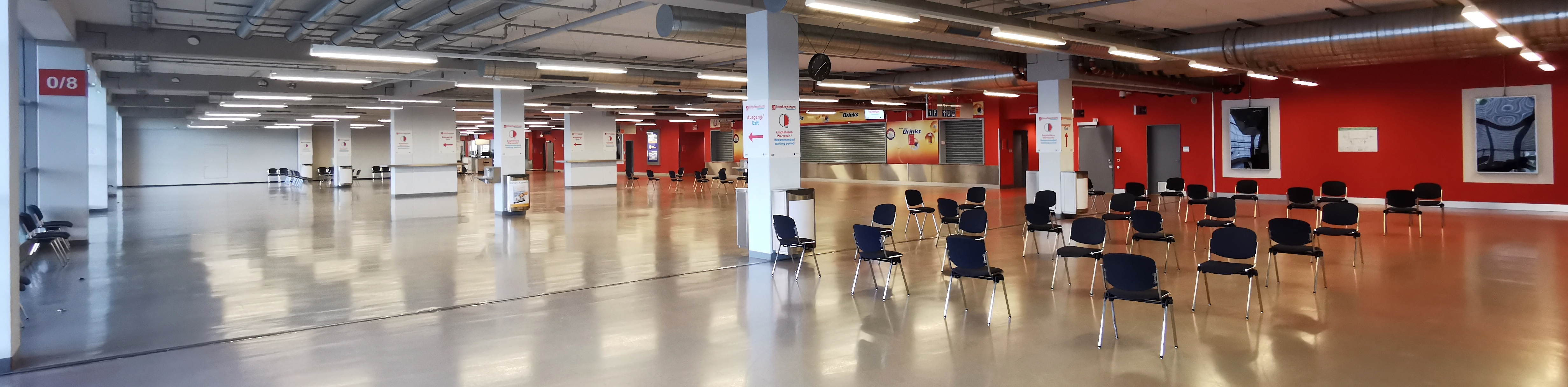
Ruhe- und Beobachtungsfläche

- Vom 9. bis zum 16. September 2023 wurden in der Arena und ihrer Umgebung die Invictus Games Düsseldorf 2023 ausgetragen.
- Am 10. Januar 2024 fand in der Arena das Eröffnungsspiel der Handball-Europameisterschaft der Männer 2024 statt. Dabei wurde mit einer Zuschauerzahl von 53.586 (ausverkauft) ein neuer Weltrekord für das bestbesuchte Handballspiel aufgestellt.[26]

### Arena-Sportpark
Vom 10. bis 14. Mai 2011 fand hier der Eurovision Song Contest statt, dafür wurde die Arena umbenannt, da Esprit nicht zu den Sponsoren des Contests gehörte. Die Arena erhielt den Namen Düsseldorf Arena. Für die Zeit vorher und nachher wurde für drei Spiele von Fortuna Düsseldorf ein Ersatzstadion mit 20.000 Plätzen gebaut. Das mobile Stadion mit 12.454 Sitz- und 7.714 Stehplätzen wurde von der Stadionbaufirma Nüssli vom 24. Januar bis 25. Februar 2011 für 2,8 Millionen Euro errichtet und kurz nach Ende des Contests wieder abgebaut. Die Einweihung fand am 26. März 2011 mit dem U17-Länderspiel zwischen Deutschland und der Ukraine statt.

## Erschließung

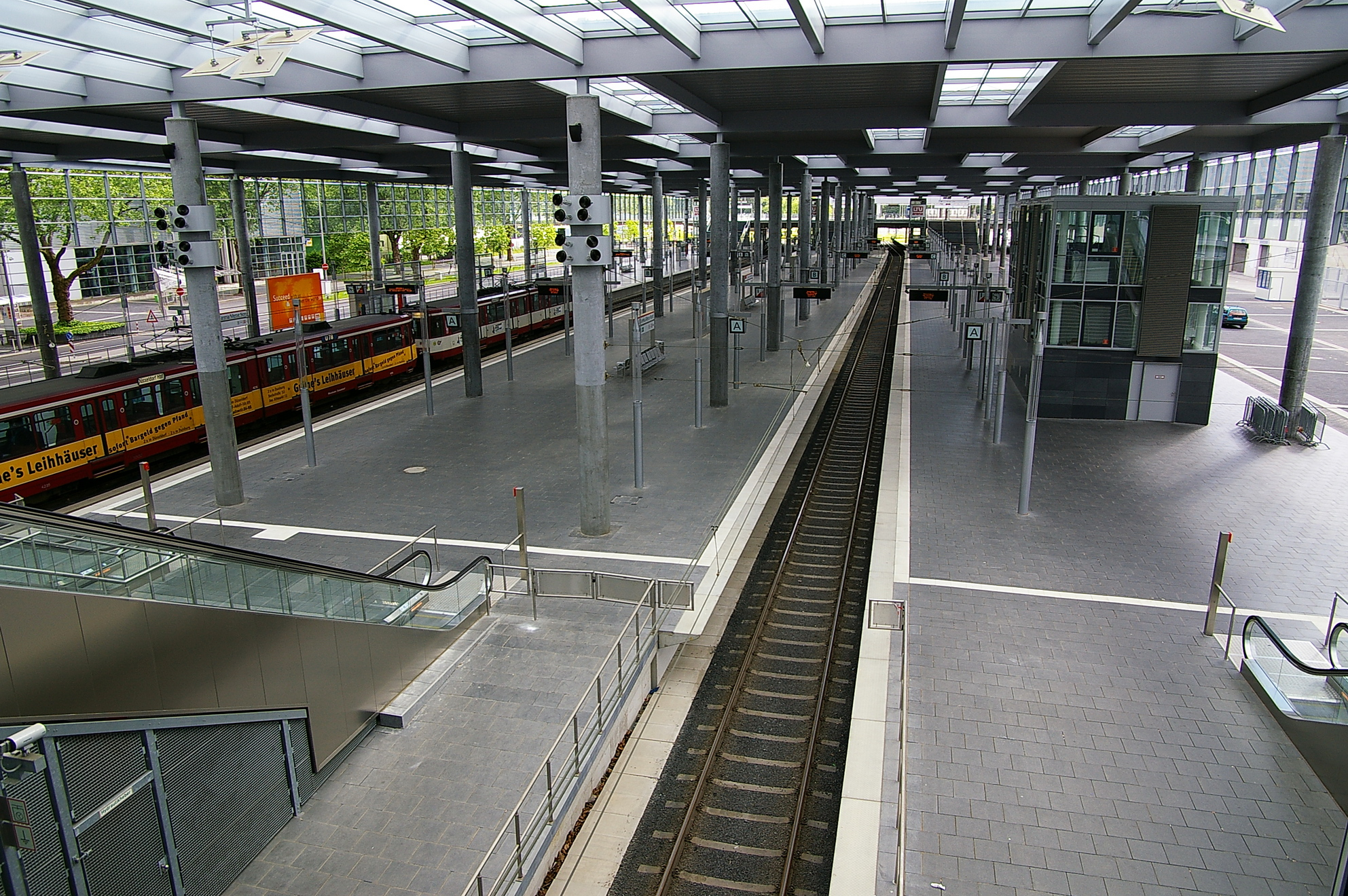
U-Bahnhof Merkur Spiel-Arena/Messe-Nord

Die Arena ist über eine Vielzahl an Verkehrsträgern erreichbar. Die nördlich vorbeiführende A 44 leitet einerseits aus Westen über die Flughafenbrücke und andererseits aus Osten, vom Flughafen und der kreuzenden A 52, den Autoverkehr zu den großen Messeparkplätzen nördlich der Arena. Die Arena verfügt zusätzlich über ein 1500 Stellplätze umfassendes Parkhaus, welches den Sockel des Bauwerks bildet. Dieses steht Besuchern mit hochwertigeren Tickets zur Verfügung.
Für den öffentlichen Nahverkehr wurde im Jahr 2004 der U-Bahnhof Arena/Messe Nord errichtet. Später wurde der Name der Arena auch Namensbestandteil des U-Bahnhofs, weshalb dieser zurzeit den Namen MERKUR SPIEL-ARENA/Messe Nord trägt. Er schließt sich direkt südlich an das Bauwerk der Arena an. Von dort besteht die Möglichkeit über die Linie U78 die Düsseldorfer Innenstadt zu erreichen. Im direkten Umfeld gibt es weitere Haltestellen für Busse. Östlich der Arena befindet sich die frühere zentrale Haltestelle der Stadtbahn Düsseldorf. Der U-Bahnhof Sportpark Nord/Europaplatz dient heute jedoch lediglich noch als Zusatzhaltestelle.
Der Radverkehr wird über die Westseite abgewickelt. Der dort entlang des Rheins verlaufende Radweg bietet die Möglichkeit, am Eingang Süd die dort an der Wendeschleife der Stadtbahn errichtete Abstellanlage zu nutzen.

## Sonstiges
Die Sitze im Innenraum sind scheinbar unsortiert in verschiedenen bunten Farben angebracht. Tatsächlich beruht die Verteilung der farbigen Sitzschalen auf einem Konzept, das eine genaue Anordnung der verschiedenfarbigen Sitze vorgab. Dies hat einen optischen Effekt zur Folge, der das Stadion auch bei geringer Auslastung in einer Fernsehübertragung gut besetzt erscheinen lässt. Für die Arena ist ein jährlicher städtischer Zuschuss zwischen 11 und 18 Millionen Euro erforderlich.
In der Arena wurde im Dezember 2020 ein Impfzentrum zur Verabreichung eines Impfstoffs gegen COVID-19 eingerichtet. Dieses betraf insgesamt zwölf Räume, die für den Fußballbetrieb zumindest ohne Zuschauer nicht relevant waren, sodass Trainingseinheiten und Spiele weiterhin stattfinden konnten und auch den Betrieb des Impfzentrums dauerhaft nicht behinderten.